# Bam (shahrestan)
Bam (persiska: Shahrestān-e Bam, شهرستان بم, بم) är en shahrestan, delprovins, i Iran.   Den ligger i provinsen Kerman, i den sydöstra delen av landet, 1 000 km sydost om huvudstaden Teheran.
Delprovinsen hade 228 241 invånare 2016.